# Zdobenec zelenavý
Zdobenec zelenavý (Gnorimus nobilis) je zástupce hmyzu, řádu brouků z čeledi vrubounovitých. Známé jsou tři podruhy, Gnorimus nobilis macedonicus (Baraud, 1992), Gnorimus nobilis nobilis (Linnaeus, 1758) a Gnorimus nobilis var. cuprifulgens (Reitter, 1908).

## Popis
Velikost 15–19 milimetrů. Hmyz s proměnou dokonalou, tedy vajíčko, larva, kukla a dospělec. Zelený, s kovovým leskem, var. cuprifulgens má červenofialové krovky s kovovým leskem.

## Výskyt
Vyskytuje se krom severní části téměř po celé Evropě, zejména v podhorských a horských listnatých lesích a starých sadech.

## Vývoj
Většinu života (až dva roky) tráví jako larva vyžírající chodbičky v tlejícím dřevě ovocných stromů, do nichž klade samička vajíčka. Vylétá většinou druhý rok v létě (hlavně červenec – srpen), sedá hlavně na bílé a bohatě kvetoucí rostliny (např. bolševník).

## Škodlivost
Tento druh není škůdce.

## Ochrana
Tento druh je v České republice zvlášť chráněný jako silně ohrožený.